# 大分市立戸次小学校
大分市立戸次小学校（おおいたしりつ へつぎしょうがっこう）は、大分県大分市大字中戸次にある公立小学校。

## 概要
大分市戸次地区は、大分市の中心部から南西へ約10km、国道10号で大野川に架かる白滝橋を越えたところに位置する。ゴボウの生産で知られるのどかな農村地帯で、1963年（昭和38年）に合併して大分市となるまでは大分郡大南町の中心であった。
近年、けやき台団地や中戸次団地等の住宅団地が造成され、大分市のベッドタウン化が進んでおり、児童数も増加している。
本校の卒業生は、私立中学への進学者などを除き、ほとんどが戸次中学校に進学する。

## あいさつ運動
戸次小学校では、毎月第1週と第4週の各1週間、あいさつ運動を行っており、小さな親切運動の協力校に指定されている。第1週は生活委員会が行い、第4週は1年生から6年生までが交代であいさつ運動を行う。

## 沿革
- 1873年（明治6年） - 中戸次学校として創設
- 1887年（明治20年） - 中戸次尋常小学校に改称
- 1907年（明治40年） - 戸次尋常高等小学校に改称
- 1954年（昭和29年）4月 - 戸次町が合併して大南町となったのに伴い、大南町立戸次小学校となる
- 1963年（昭和38年）3月 - 大南町が合併し大分市となったのに伴い、大分市立戸次小学校となる

## 通学区域
下戸次、中戸次、上戸次の一部、けやき台一丁目～四丁目

## アクセス
- 鉄道：JR九州豊肥本線中判田駅（約2km離れている）
- バス：大分バスへつぎ病院前または戸次バス停下車